# Bulbophyllum louisiadum
Bulbophyllum louisiadum là một loài phong lan thuộc chi Bulbophyllum.